# 哈代賈河
12°39′06″N 10°38′50″E / 12.651667°N 10.647222°E

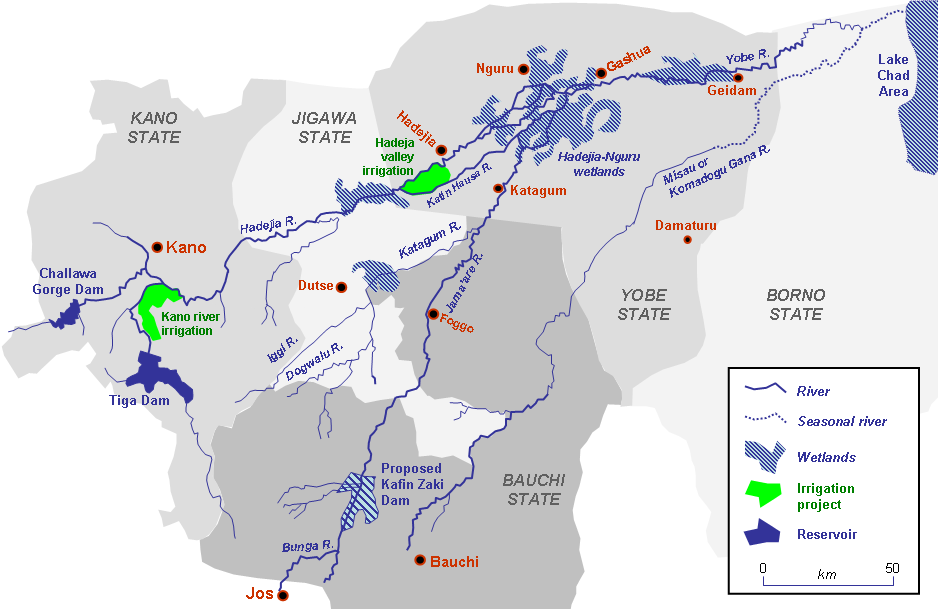

哈代賈河是尼日利亞的河流，位於該國北部，處於阿布賈東北面500公里，屬於約貝河的支流，河道全長270公里，流域面積31,650平方公里。